# Sven Gustavsson (slavist)
Sven Ronald Gustavsson, född 1 juni 1938, död 12 februari 2013 i Uppsala domkyrkoförsamling, var en svensk professor i slaviska språk.

## Biografi
Gustavsson växte upp på landsbygden i Eker utanför Örebro. Han avlade studentexamen 1957 och fortsatte studera på slaviska institutionen vid Stockholms universitet. Han disputerade 1969 på en avhandling om accenter i sydslaviska språk och blev 1977 professor i slaviska språk vid Uppsala universitet.
Gustavsson tillämpade tidigt den kvantitativa metoden datalingvistik, bland annat 1976 i en stor undersökning av ett fenomen i modern rysk syntax redovisat i "Predicative Adjectives with the Copula byt’ in Modern Russian. Metoden användes även några år senare i en undersökning av språket i Michail Sjolochovs roman Stilla flyter Don tillsammans med den norske professorn i slaviska språk Geir Kjetsaa. Undersökningens slutsats var att Sjolochov troligen är den verklige författaren till boken, vilket tidvis har ifrågasatts.
Efter Sovjetunionens fall redigerade han tillsammans med Ingvar Svanberg "Gamla folk och nya stater: det upplösta Sovjetimperiet" (1992) med en genomgång av de mängder av språk som under sovjettiden hade hamnat i skuggan av ryskan, till exempel ukrainska och tjetjenska.
Gustavsson intresserade sig för riktigt små språk, mikrospråk, och hur de kan utvecklas och förvaltas. Hans forskning omfattade även slaviska minoritetsspråk, som kasjubiska och rusinska. Han anordnade 1983 en diskussionsdag om "småspråken" och förordade större insatser för att direkt beskriva och dokumentera dessa språk.
Gustavssons sista monografi "Standard language differentiation in Bosnia and Herzegovina: grammars, language textbooks, readers" behandlar utvecklingen av språksituationen i det forna Jugoslavien där skriftspråket serbokroatiska sönderfallit i de tre språken serbiska, kroatiska och bosniska. Han analyserar de tre gruppernas olika berättelser om sina språks delvis gemensamma historia, och uttrycker kritik mot den nationalistiska utvecklingen som överdriver språkliga skillnader.
Gustavsson ägnade sig också åt den litteraturvetenskapliga delen av slavistiken och översatte själv poesi från makedonska, bulgariska och serbokroatiska till svenska. I rollen som ledamot av Kungl. Vitterhetsakademien genomförde han en rad konferenser, både inom språklig och litterär slavistik och inom ämnen av mer samhällsvetenskaplig relevans.
Sven Gustavsson är begravd på Djursholms begravningsplats.